# Landing Ship Dock
 (juin 2013).
Si vous disposez d'ouvrages ou d'articles de référence ou si vous connaissez des sites web de qualité traitant du thème abordé ici, merci de compléter l'article en donnant les références utiles à sa vérifiabilité et en les liant à la section « Notes et références ».
Pour l’article homonyme, voir LSD (homonymie).

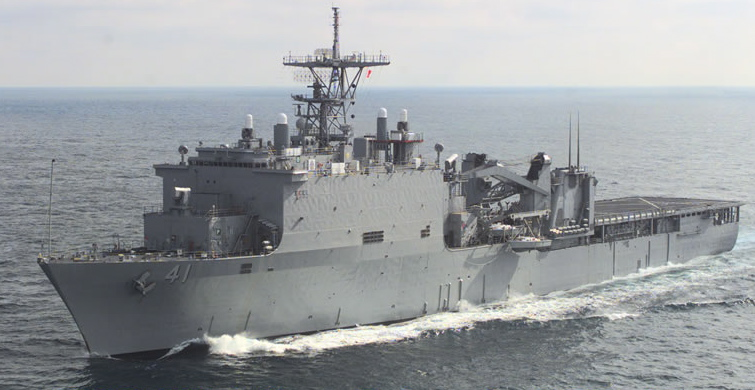
L'USS Whidbey Island, tête de sa classe

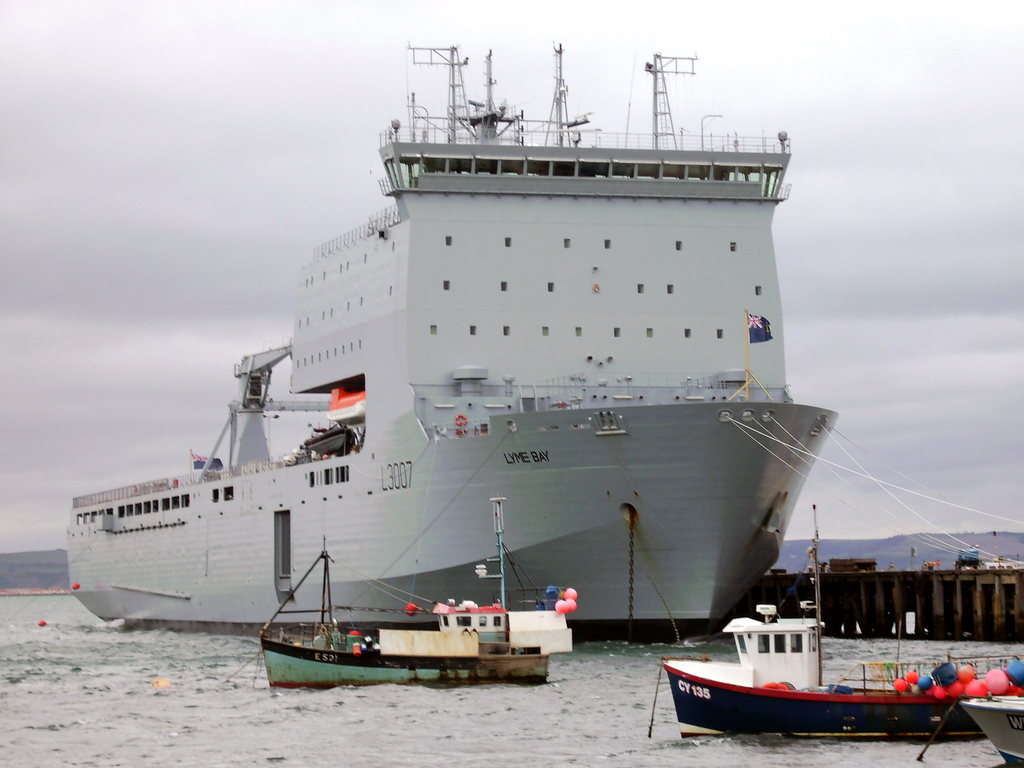
Le RFA Lyme Bay de à Portland (août 2007)

Un Landing Ship Dock (LSD) est la désignation, selon la liste des codes des immatriculations des navires de l'US Navy, d'un bâtiment militaire de transport de chalands de débarquement, comportant un radier immergeable, d'où peuvent débarquer des troupes (fusiliers marins ou marines) à bord de véhicules d'infanterie (chars de combat, véhicules de transport de troupes, véhicules du génie, véhicules amphibie, etc) stockés en hangar (dock). D'allure massive à l'avant, un LSD embarque plusieurs LCAC mais généralement pas d'hélicoptères.

## Classes de LSD

### en service 2011
US Navy
- classe Whidbey Island
  - USS Whidbey Island (en) (LSD-41); Little Creek, Virginie
  - USS Germantown (en) (LSD-42); San Diego, Californie
  - USS Fort McHenry (en) (LSD-43); Little Creek, Va.
  - USS Gunston Hall (en) (LSD-44); Little Creek, Va.
  - USS Comstock (en) (LSD-45); San Diego, Calif.
  - USS Tortuga (en) (LSD-46); Sasebo (en), Japon
  - USS Rushmore (en) (LSD-47); San Diego, Calif.

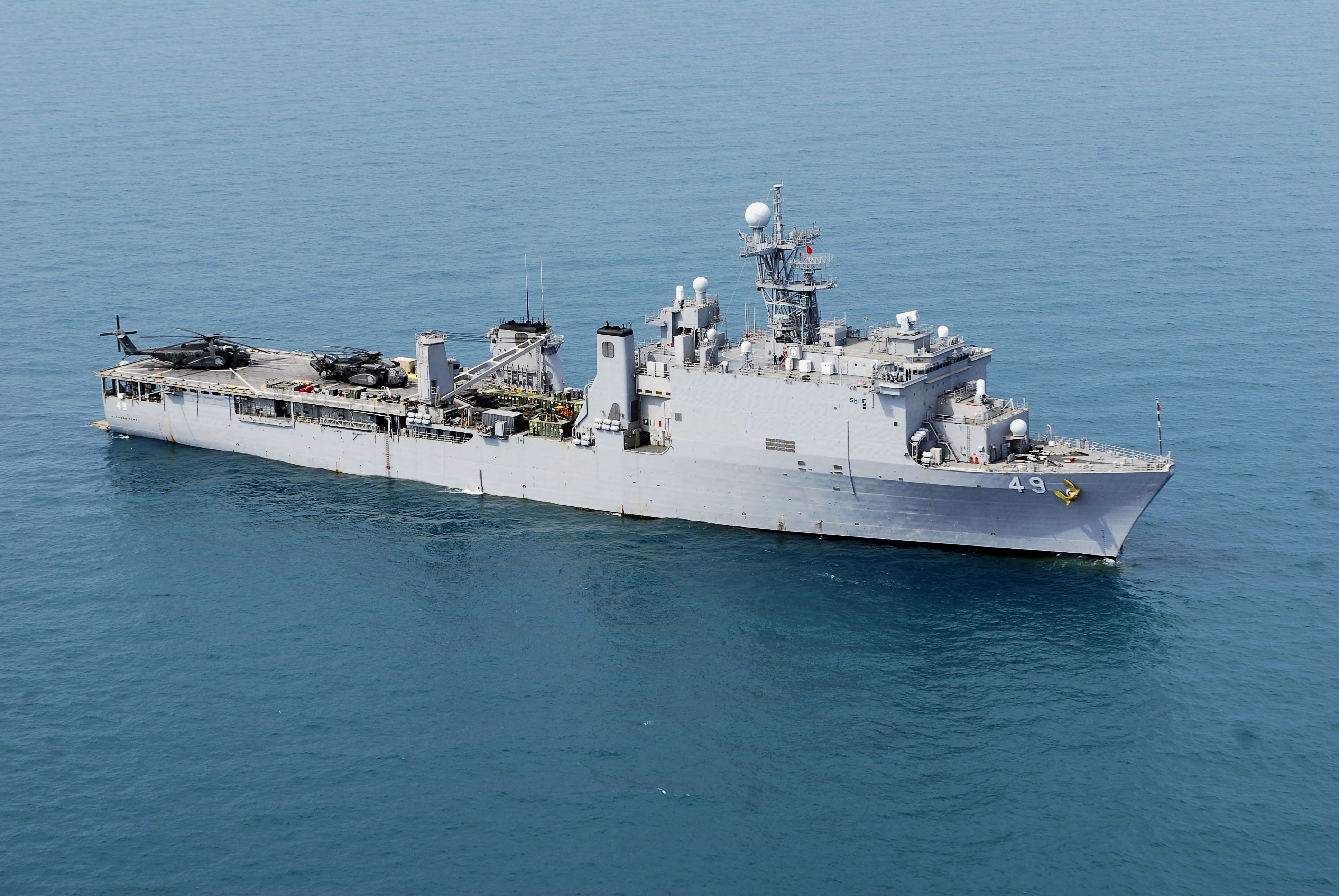
classe Harpers Ferry

  - USS Ashland (LSD-48) ; Little Creek, Va.

 US Navy
- classe Harpers Ferry
  - USS Harpers Ferry (en) (LSD-49); Sasebo, Japan.
  - USS Carter Hall (en) (LSD-50); Little Creek, Va.
  - USS Oak Hill (LSD-51) ; Little Creek, Va.
  - USS Pearl Harbor (LSD-52); San Diego, Calif.

 Royal Fleet Auxiliary
- classe Bay
  - RFA Largs Bay (L3006) (retiré du service de la marine britannique en 2011, vendu à la marine australienne, en service dans cette marine depuis 2012)
  - RFA Lyme Bay (L3007)
  - RFA Mounts Bay (L3008)
  - RFA Cardigan Bay (L3009)

 Royal Australian Navy
- classe Bay
  - HMAS Choules (L100) (ex-Largs Bay (L3006))

### retirés du service 2011
US Navy
- classe Ashland (en): da LSD-1 a LSD-8 (8)
- classe Casa Grande (en): da LSD-13 a LSD-27 (19)
- classe Thomaston (en): da LSD-28 a LSD-35 (8)
- classe Anchorage (en): da LSD-36 a LSD-40 (5)

 Royal Navy
- classe Casa Grande (en)
  - HMS Eastway (F140) ex LSD-9
  - HMS Highway (F141) ex LSD-10
  - HMS Northway (F142) ex LSD-11
  - HMS Oceanway (F143) (en) ex LSD-12

 Marine espagnole
- classe Casa Grande (en)
  - Galicia (L-31) (en), ex USS San Marcos (LSD-25)

 Marine hellénique
- classe Casa Grande (en)
  - Okeanos, ex HMS Oceanway (F143) (en)

 Marine nationale
- classe Casa Grande (en)
  - Foudre (A 646 puis L 9020 code OTAN), ex Okeanos, ex HMS Oceanway (F143) (en)